# Ixora hajupensis
Ixora hajupensis är en måreväxtart som beskrevs av Theodoric Valeton. Ixora hajupensis ingår i släktet Ixora och familjen måreväxter. Inga underarter finns listade i Catalogue of Life.